# Csengele
Csengele es un pueblo húngaro perteneciente al distrito de Kistelek, condado de Csongrád-Csanád.

## Superficie
Cuenta con una superficie de 60,66 km².

## Demografía
Hasta 2024 la población era de 1723 habitantes, con una densidad de población de 28,40 hab/km².
| Gráfica de evolución demográfica de Csengele entre 2020 y 2024 |
|                                                                |
| Datos según la Oficina Central de Estadística de Hungría.      |